# Dziemiany-Lipusz (gmina)
Dziemiany-Lipusz – dawna gmina wiejska istniejąca w latach 1976–1983 w woj. gdańskim (dzisiejsze woj. pomorskie). Siedzibą władz gminy były Dziemiany.
Gmina została utworzona w dniu 2 lipca 1976 roku w woj. gdańskim przez połączenie gmin Dziemiany i Lipusz:
- z gminy Dziemiany: sołectwa Dziemiany, Jastrzębie Dziemiańskie, Kalisz, Piechowice, Płęsy, Raduń, Schodno i Trzebuń,
- z gminy Lipusz: sołectwa Gostomko, Korne, Lipusz, Lipuska Huta, Płocice, Szklana Huta, Śluza i Tuszkowy; równocześnie sołectwa Gostomko i Korne wyłączono z gminy Dziemiany-Lipusz, włączając je do gminy Kościerzyna.

1 stycznia 1984 gmina Dziemiany-Lipusz została zlikwidowana:
- z części gminy Dziemiany-Lipusz (sołectw Lipusz, Lipuska Huta, Płocice, Szklana Huta, Śluza i Tuszkowy), wraz z sołectwem Gostomko z gminy Kościerzyna, utworzono gminę Lipusz,
- pozostałe tereny gminy (sołectwa Dziemiany, Jastrzębie Dziemiańskie, Kalisz, Piechowice, Płęsy, Raduń, Schodno i Trzebuń) przemianowano na gminę Dziemiany.

Tak więc w praktyce obie gminy sprzed komasacji w 1976 roku (Dziemiany i Lipusz) zostały z początkiem 1984 roku odtworzone, jednakże tylko gmina Dziemiany zachowała prawną ciągłość po gminie Dziemiany-Lipusz. Gminę Dziemiany odtworzono w tych samych granicach co w latach 1973–76, natomiast gmina Lipusz nie objęła sołectwa Korne, które pozostało w gminie Kościerzyna.